# Jeaga
Jeaga /Ime nepoznatog značenja/ Indijansko pleme s istočne obale južne Floride u području sadašnjeg Jupiter Inleta. O Jeagama nije mnogo poznato, a smatra ih se potomcima ranijih pred-povijesnih stanovnika, kojima vjerojatno pripadaju plemena Ais, Tequesta, i drugih, pa bi njihovo porijeklo moglo biti od Taino Arawaka. 
U kraju što se nalazi između njih i Tequesta nalazilo se nekoliko sela: Cabista, ''Custegiyo, Janar i Tavuacio, koja bi mogla pripadati jednoj od ove dvije skupine. Nestali su sredinom 18. stoljeća vjerojatno se pomiješavši s Aisama i Tequestama, a s floridske obale su svi zajedno preseljeni na Kubu. Prema jednoj procjeni (Jerry Wilkinson), plemena Jeaga, Jobe i Ais imala su oko 2.000 duša.
Bili su ne-agrikulturan narod, lovci, ribari i sakupljači (voće i morsko grožđe). Lovili su divljač poput jelena i rakuna, vjeverice, a značajan dio hrane potjecao je iz mora: ribe, školjke, morski psi, jaja morskih kornjača. .
Oruđe i oružje izrađivali su od drveta, kostiju i školjaka, a od zubi morskih pasa koje bi nasadili na dršku koristili bi kao nož ili svrdlo. Znali su obrađivati i drvo, a od borova i čempresa izrađivali su zdjele i duge predmete, kao i kanue izdubljene u deblima čempresa s kojima su navigali uz floridsku obalu, i do jezera Okeechobee.
Životi im se zauvijek promijenio kada se ranih 1500.-tih na obale Floride iskrcao Juan Ponce de León, koji je još 1493. s Kolumbom putovao na njegovom drugom putovanju u Novi svijet. Godine 1696. zarobili su Jonathana Dickinsona, koji piše da žive u nastambi oblika wigwama izgrađen na vrhu velikog humka od školjaka. Nastamba je prekrivena palminim lišćem i ima pogled nad Jupiter Inletom.
Jobe su možda njihov granak.

## Vanjske poveznice
- Loxahatchee River Historical Society: The Jeaga Indians  Arhivirana inačica izvorne stranice od 1. travnja 2007. (Wayback Machine)
- Historic Florida Indians